# 대한민국 조달청
조달청(調達廳)은 정부가 행하는 물자(군수품을 제외한다)의 구매·공급 및 관리에 관한 사무와 정부의 주요시설공사계약에 관한 사무를 관장하는 대한민국의 중앙행정기관이다. 청장은 차관급 정무직공무원으로, 차장은 고위공무원단 가등급에 속하는 일반직공무원으로 보한다.

## 소관 사무
- 정부가 행하는 물자의 구매·공급 및 관리에 관한 사무
- 정부의 주요 시설공사 계약에 관한 사무

## 역사
해방 이후 수립된 대한민국 정부는 한국 전쟁을 겪으면서 경제 부흥을 중요한 과제 중 하나로 삼았다. 하지만 부흥을 위한 자금 조달이 당시 국내에서 어려웠기 때문에 외국, 특히 미국의 지원이 절실했고 그 결과 한미원조협정이 1948년 12월 10일 체결되었다. 이렇게 들어오게 된 외국원조물자의 관리를 위한 행정기구 설치가 필요해졌고 그래서 다음 해 1월 17일 총리 직속으로 임시외자총국을 신설했으며, 같은 해 12월 19일에 임시외자관리청으로 변경되었다. 또한 1949년 12월 10일에는 미국 경제협조처(ECA)가 대행하던 외자구입 사무를 이관받아 이를 수행하기 위해 대통령 소속으로 임시외자총국과는 별도 기구인 외자구매처를 설치했다.
1950년대 전반은 외자구매처와 임시외자관리청이 별도로 운영되면서 정부외자조달이 구매와 관리가 양분되는 이원적인 체계로 유지되었다. 이는 동일 또는 유사 기능의 중복을 초래되었기에 1955년 2월 「정부조직법」을 개정하여 임시외자관리청과 외자구매처를 외자청으로 통합하였다.
1961년 10월 2일에는 「정부조직법」을 전면 개정하면서 이름을 조달청으로 변경하였는데, 종전의 외자청 기능과 조직을 그대로 승계하면서 내자 조달과 서설공사 계약업무를 추가해 중앙조달의 기능을 수행하도록 했다.
1967년 2월 16일에는 「조달기금법」이 제정되어 중요물자 비축 기능이 추가되었고, 1971년 8월 21일에 「물품관리법 시행령 특례에 관한 규정」이 제정되어 국가기관이 보유하고 있는 물품에 대한 관리 및 조정 등에 관한 업무를 조달청이 관장하게 되었다.
2002년 9월 30일에는 국가종합전자조달시스템(나라장터)의 운영을 시작하였으며 이는 정부 및 공공기관의 모든 발주정보를 해당 시스템에 공고하도록 의무화한 인터넷 단일창구로서, 입찰 공고 및 계약과 대금지급까지 온라인으로 처리할 수 있는 체계가 마련되었다.
일부 군수품에 대해서는 방위사업청으로 업무를 위탁받아 시행하고 있다. 1998년 12월 30일 군 전투력과 관련이 없는 군수품을 조달청에서 구매·공급하기로 국방부와 군수물자 조달에 관한 협정을 체결한 것을 시발점으로 하여 1999년부터 컴퓨터·냉방기 등 일부 군수품의 조달청 구매가 시작되었다. 그 후 2006년 1월 2일 「방위사업법」을 제정하면서 군수품을 조달청에서 구매할 수 있도록 하는 법률적 근거를 신설했다. 2020년 7월 1일에는 군수품 중 급식·피복·항공유 등 일반물자류에 대한 계약 체결 및 관리 업무를 조달청이 수행하게 되었는데 방사청의 방위 사업 전문성을 강화하기 위해 일반물자류 군수품 구매를 이관할 필요성이 제기되었기 때문이다.

### 연혁
- 1948년 12월 16일: 임시외자총국 신설[9]
- 1949년 1월 17일: 국무총리 소속으로 임시외자총국 설치.[10]
- 1949년 12월 10일: 대통령 소속으로 외자구매처 설치.[11]
- 1949년 12월 19일: 임시외자총국을 임시외자관리청으로 개편.[12]
- 1955년 2월 7일: 외자구매처와 임시외자관리청을 통합하여 부흥부 외청 외자청으로 개편.[13]
- 1961년 6월 16일: 건설부의 외청으로 변경.[14]
- 1961년 7월 22일: 재무부의 외청으로 변경.[15]
- 1961년 10월 2일: 경제기획원의 외청인 조달청으로 개편.[16]
- 1963년 12월 17일: 재무부의 외청으로 변경.[17]
- 1976년 12월 31일: 경제기획원의 외청으로 소속 변경.[18]
- 1994년 12월 23일: 재정경제원의 외청으로 소속 변경.[19]
- 1998년 2월 28일: 재정경제부의 외청으로 소속 변경.[20]
- 2008년 2월 29일: 기획재정부의 외청으로 소속 변경.[21]

## 조직
| 국                 | 기획관실           | 담당관실·과                                                                                    |
| 청장 산하 하부조직 | 청장 산하 하부조직 | 청장 산하 하부조직                                                                             |
| ------------------ | ------------------ | ---------------------------------------------------------------------------------------------- |
|                    |                    | 대변인실                                                                                       |
| 차장 산하 하부조직 |                    |                                                                                                |
| 기획조정관실       | 기획조정관실       | 기획재정담당관실ㆍ혁신행정담당관실ㆍ규제개혁법무담당관실ㆍ국제협력담당관실ㆍ조달회계팀         |
|                    |                    | 감사담당관실ㆍ운영지원과ㆍ차세대국가종합전자조달시스템 구축 추진단                             |
| 공정조달국         | 공정조달국         | 공정조달총괄과ㆍ조달가격조사과ㆍ공정평가관리팀ㆍ전자조달기획과ㆍ전자조달관리과ㆍ조달등록팀     |
| 구매사업국         | 구매사업국         | 구매총괄과ㆍ국방물자구매과ㆍ건설환경구매과ㆍ전기전자구매과ㆍ보건의료구매과                     |
|                    | 신성장조달기획관실 | 신성장조달총괄과ㆍ첨단융복합제품구매과ㆍ신성장판로지원과ㆍ글로벌조달정책과                     |
| 기술서비스국       | 기술서비스국       | 기술서비스총괄과ㆍ정보기술계약과ㆍ우수제품구매과ㆍ서비스계약과ㆍ건설기술계약과                 |
| 시설사업국         | 시설사업국         | 시설총괄과ㆍ공사원가기준과ㆍ토목환경과ㆍ건축설비과ㆍ시설사업기획과ㆍ설계예산검토과ㆍ공사관리과 |
| 공공물자국         | 공공물자국         | 전략비축물자과ㆍ해외물자과ㆍ물품관리과ㆍ국유재산기획과ㆍ국유재산관리과                         |

### 소속기관
- 청장의 관장 사무를 지원하는 기관
  - 조달품질원, 공공조달역량개발원
- 청장의 소관 사무를 분장하는 기관
  - 지방조달청

## 정원
조달청에 두는 공무원의 정원은 다음과 같다.
| 총계      | 총계              | 565명 |
| --------- | ----------------- | ----- |
| 정무직 계 | 정무직 계         | 1명   |
|           | 청장              | 1명   |
|           |                   |       |
| 일반직 계 | 일반직 계         | 564명 |
|           | 고위공무원단      | 8명   |
|           | 3급 이하 5급 이상 | 203명 |
|           | 6급 이하          | 351명 |
|           | 전문경력관        | 2명   |

## 재정
총수입·총지출 기준 2023년 재정 규모는 다음과 같다.
| 구분         | 세입예산         | 작년 대비 증감 |
| ------------ | ---------------- | -------------- |
| 조달특별회계 | 3202억 2800만 원 | +6.44%         |
|              |                  |                |
| 합계         | 3202억 2800만 원 | +6.44%         |

| 구분         | 구분     | 세출예산         | 작년 대비 증감 |
| ------------ | -------- | ---------------- | -------------- |
| 조달특별회계 | 일반행정 | 2630억 7400만 원 | -10.72%        |
|              |          |                  |                |
| 합계         | 합계     | 2630억 7400만 원 | -10.72%        |

## 같이 보기
- 조달청장
- 조달청 차장
- 나라장터

### 내용주
1. 1 2 3 4  개방형 직위.
2. 1 2 3  2026년 3월 31일까지 존속하는 한시조직.
3. ↑  2023년 12월 31일까지 존속하는 한시조직.
4. ↑  2025년 6월 30일까지 존속하는 한시조직.
5. ↑  한시정원 11명 포함.
6. ↑  한시정원 19명 포함.

### 참조주
1. 1 2  「조달청과 그 소속기관 직제」 별표 2·별표 5·별표 6
2. 1 2  기획재정부. “열린재정 > 재정연구분석 > 재정분석통계 > 예산편성현황(총수입)”. 《열린재정》. 2023년 1월 4일에 확인함.
3. 1 2  기획재정부. “열린재정 > 재정연구분석 > 재정분석통계 > 세목 예산편성현황(총지출)”. 《열린재정》. 2023년 1월 4일에 확인함.
4. ↑  “臨時外資總局新設”. 《동아일보》. 1948년 12월 16일. 2018년 11월 15일에 확인함.
5. ↑  “外資購買廳設置”. 《경향신문》. 1949년 11월 9일. 2018년 11월 15일에 확인함.
6. ↑  “十二部一處로決定”. 《경향신문》. 1954년 12월 18일. 2018년 11월 15일에 확인함.
7. ↑  “「새政府組織法」公布”. 《동아일보》. 1961년 10월 3일. 2018년 11월 15일에 확인함.
8. ↑  김원준 (2020년 4월 29일). “"일반물자 군수품 공급, 조달청이 맡는다"”. 《파이낸셜뉴스》. 2022년 8월 20일에 확인함.
9. ↑  대통령령 제49호
10. ↑  대통령령 제237호
11. ↑  법률 제79호
12. ↑  법률 제354호
13. ↑  국가재건최고회의령 제14호
14. ↑  법률 제660호
15. ↑  법률 제734호
16. ↑  법률 제1506호
17. ↑  법률 제2957호
18. ↑  법률 제4831호
19. ↑  법률 제5529호
20. ↑  법률 제8852호